# Christian Kauter
Christian Kauter (Berna, 6 maggio 1947) è un ex schermidore svizzero, vincitore di una medaglia d'argento ed una di bronzo nella scherma ai giochi olimpici.